# Monte Canopus
El monte Canopus (también nombrado Colina o Loma Canopus) (en inglés: Canopus Hill) se encuentra en la península Giachino de la isla Soledad, cerca de Puerto Argentino/Stanley, la capital de las Islas Malvinas y su aeropuerto. Se eleva 32 metros sobre el nivel del mar.
Lleva el nombre del HMS Canopus que realizó los primeros disparos en la batalla de las Islas Malvinas durante la Primera Guerra Mundial. En dicha batalla, ocurrida en diciembre de 1914, la Rada de Puerto Argentino/Stanley fue el punto de partida para un Escuadrón Naval Británico al acecho de los alemanes del Escuadrón del Lejano Oriente liderado por el almirante Graf von Spee. Los primeros disparos de la batalla fueron hechos por el HMS Canopus y sus disparos fueron reglados desde esta pequeña colina, que desde entonces lleva el nombre del buque.